# Jean-Baptiste-Anne de Gerlache de Biourge
Pour les autres membres de la famille, voir Famille de Gerlache.
Jean-Baptiste-Anne de Gerlache de Waillimont de Biourge était un homme politique luxembourgeois, né au château de Gomery le 9 septembre 1767 et mort à Carignan le 21 avril 1833.

## Biographie
Jean-Baptiste-Anne de Gerlache est le fils de François de Gerlache, seigneur de Waillimont et de Gomery, et de Marguerite de Groulart, ainsi que le frère du baron Étienne de Gerlache, premier chef du gouvernement de Belgique.
Il devient membre du Conseil général du département des Forêts (Luxembourg) le 11 juillet 1811 sous l'Empire français, puis du Conseil provincial du Luxembourg.
Il assista à l'inauguration du prince souverain comme roi des Pays-Bas sous le nom de Guillaume Ier des Pays-Bas.
Il est nommé, par le roi Guillaume Ier des Pays-Bas, membre de la seconde Chambre des États généraux le 21 septembre 1815 pour la province de Luxembourg. 
Il est député du corps équestre aux États provinciaux du Grand-Duché de Luxembourg le 1er juin 1821.
Il épousa en premières noces Ernestine de Laittres, fille de Robert-Joseph de Laittres (nl), seigneur du Rossignol, membre de l'état noble et du corps équestre du Luxembourg, et de Jeanne Marguerite Josèphe de Maillard de La Martinière de Gorcy, baronne de Brandebourg, puis, en secondes noces, la comtesse Louise Marie Perrine de Roucy, fille du comte Armand Louis Edmond de Roucy, premier pair de Champagne, page de Louis XV, lieutenant-colonel de cavalerie et chevalier de Saint-Louis, et de Charlotte Marie Ursule de Lescamoussier de Sorbey. Son fils Eugène (1826-1902) fut diplomate, jésuite et chevalier de justice de l'ordre de Saint-Étienne-de-Toscane.